# Wyżyna Armeńska

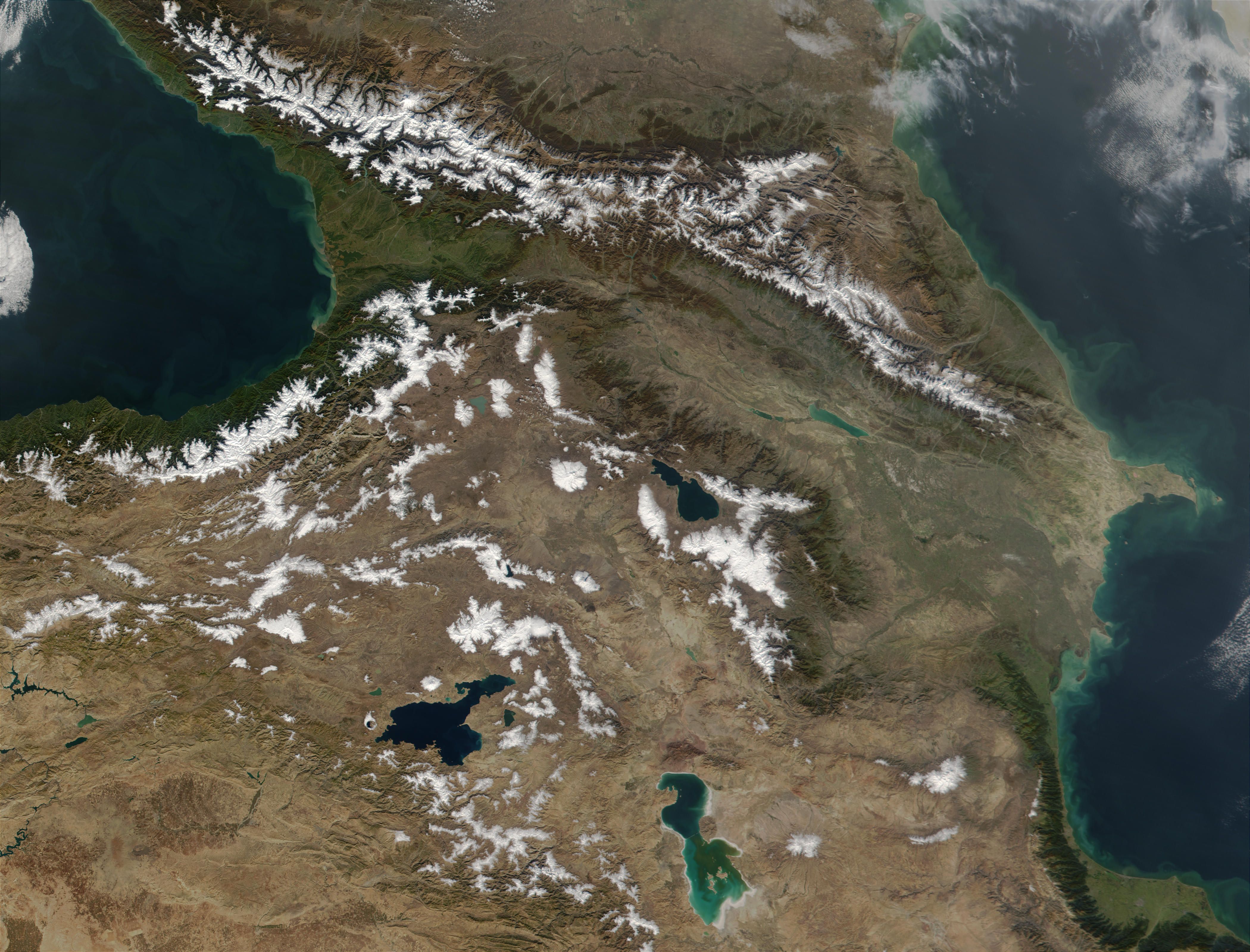
Wyżyna Armeńska, widok z satelity (2011)

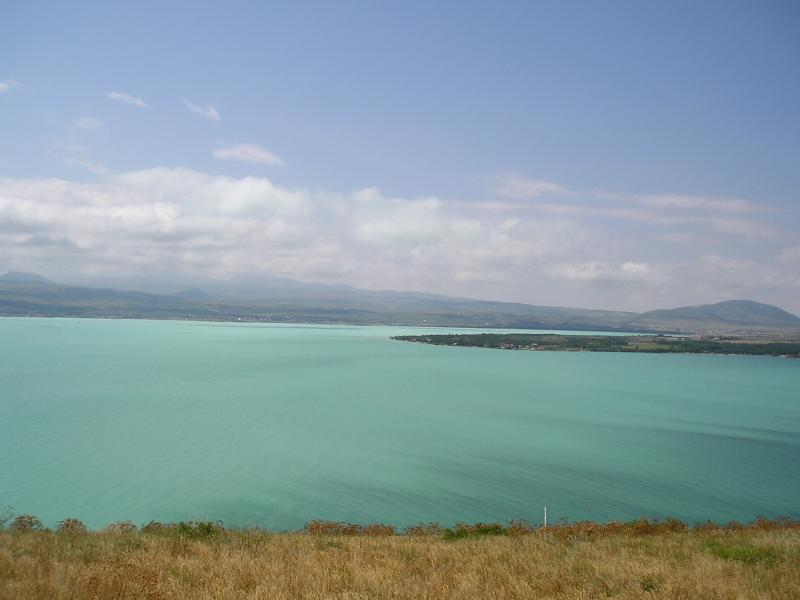
Jezioro Sewan

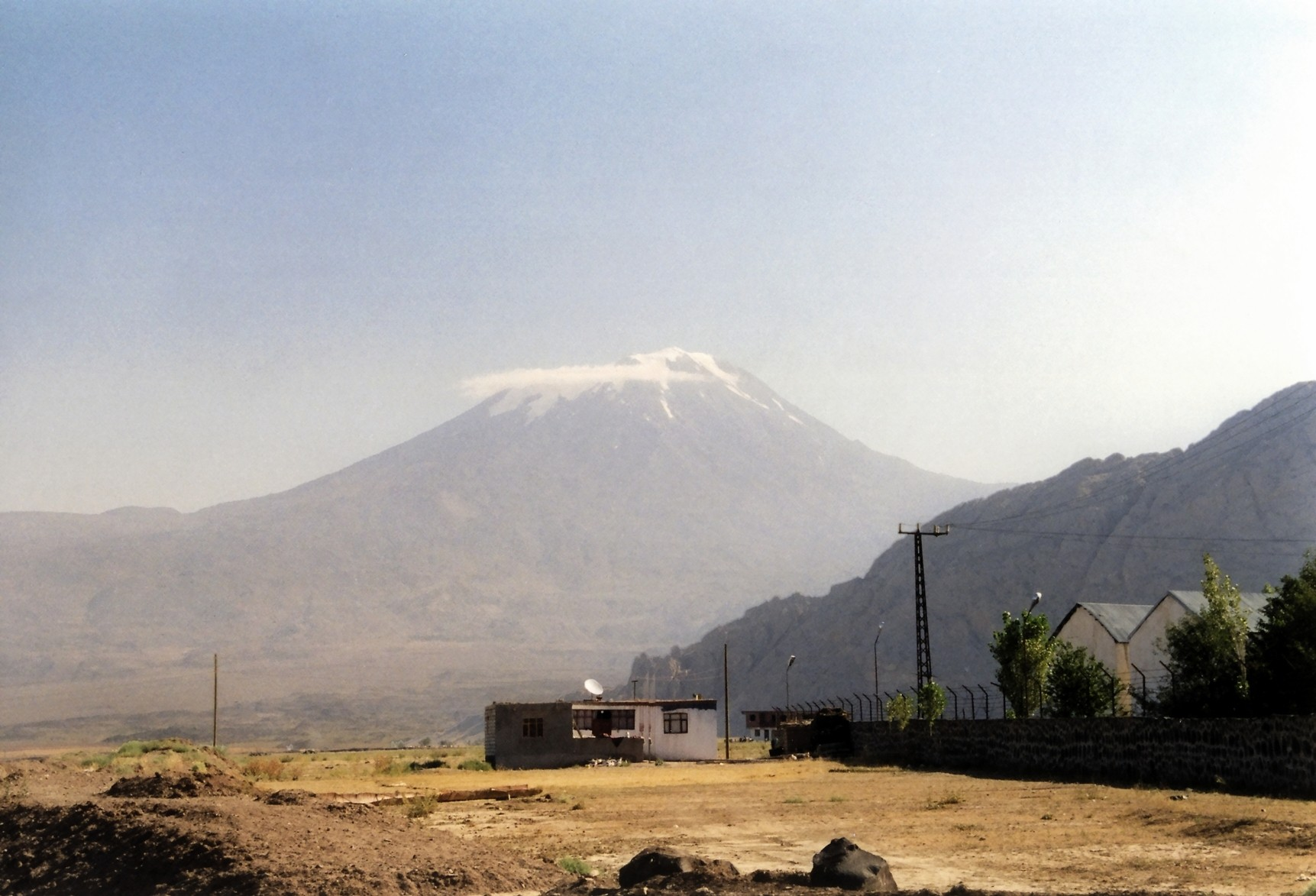
Góra Ararat

Wyżyna Armeńska (orm. Հայկական լեռնաշխարհ, Hajkakan lernaszycharh; tur. Doğu Anadolu Yaylası) – wyżyna w zachodniej części Azji, we wschodniej części Azji Mniejszej. Jest to obszar aktywny sejsmicznie, najbardziej narażony na trzęsienia ziemi na całym półwyspie Azja Mniejsza, z wygasłym wulkanem – Araratem (5165 m n.p.m. według pomiaru satelitarnego NASA).
Wyżyna Armeńska zajmuje powierzchnię ok. 400 000 km²; a jej średnia wysokość wynosi 1700 m n.p.m. Na jej terenie leżą państwa takie jak Turcja, Armenia, Gruzja, Iran i Azerbejdżan. Od południa wyżynę ograniczają Góry Kurdystańskie, a od północy Góry Pontyjskie i Mały Kaukaz. Na zachód od niej leży Wyżyna Anatolijska.
Wyżyna Armeńska powstała w wyniku trzeciorzędowych i czwartorzędowych ruchów wypiętrzających, którym towarzyszyła bardzo silna działalność wulkaniczna i tektoniczna.
Klimat podzwrotnikowy suchy kontynentalny. Region Wyżyny Armeńskiej charakteryzują częste opady w rejonach górskich (do 800 mm) zwłaszcza w półroczu chłodnym. Na pozostałym obszarze suma opadów nie przekracza 300 mm. Średnia temperatura powietrza w lipcu wynosi 19 °C, jednak dochodzi nawet do 40 °C, a w styczniu spada poniżej zera i wynosi od -15 °C do -3 °C. Teren wyżyny jest bardzo urozmaicony, przecinają go liczne pasma górskie oraz płaskowyże, urozmaicają go stożki wygasłych wulkanów. Charakterystyczną cechą krajobrazu są także wysokie masywy zrębowe i pokrywy law bazaltowych. Rozdzielają je kotliny tektoniczne, których dna wypełniają jeziora: Wan, Urmia i Sewan. Na obszarze Wyżyny Armeńskiej można dostrzec wyraźną piętrowość klimatyczną i roślinną: jego większą część stanowią stepy leżące do 1400 m n.p.m., mniej jest lasów (głównie dębowych i sosnowych), które leżą poniżej 2300 m n.p.m. oraz wysokogórskich łąk (leżących na wysokości nie przekraczającej 3000 m n.p.m.). Powyżej 4000 m n.p.m. znajdują się niewielkie lodowce. Większą część wyżyny tworzą gleby płowe oraz brunatne. Z Wyżyny Armeńskiej wypływa wiele rzek o zmiennych przepływach, m.in. Eufrat, Kura i Araks.
Region wyżyny jest słabo wykorzystany gospodarczo i bardzo rzadko zaludniony, aczkolwiek występują na obszarach sztucznie nawadnianych gęsto zaludnione oazy. Podstawę gospodarki na tym obszarze stanowi rolnictwo, głównie uprawa pszenicy, jęczmienia, bawełny, winorośli i drzew owocowych. Hoduje się owce i kozy. Wydobywa się rudy chromu, miedzi, żelaza oraz surowców skalnych.